# 花鳥風月集
『花鳥風月集』（かちょうふうげつしゅう）は、ワーナーミュージック・ジャパンから発売されたオムニバス・アルバムである。2010年3月3日発売。
初回には2010年10月30日に日本武道館公演で開催されるライブイベント「WARNER MUSIC JAPAN 40th. Anniversary ～100年MUSIC FESTIVAL～」への100組200名の応募券が封入。

## 収録曲
1. 蕾 / コブクロ (6:04)
作詞・作曲:小渕健太郎、編曲：コブクロ
フジテレビ系ドラマ『東京タワー 〜オカンとボクと、時々、オトン〜』主題歌
2. 三日月 / 絢香 (4:39)
作詞：絢香、作曲：西尾芳彦・絢香、編曲：L.O.E
KDDI・沖縄セルラー電話『au LISMO!』CMソング/NHK情報番組『未来観測 つながるテレビ@ヒューマン』テーマソング
3. 愛をこめて花束を / Superfly (4:56)
作詞：越智志帆＋多保孝一＋いしわたり淳治、作曲：多保孝一、編曲：蔦谷好位置
TBS系ドラマ『エジソンの母』主題歌/中京テレビ『PS』2008年2月度エンディングテーマ
4. FOREVER MINE / 山下達郎 (4:54)
作詞・作曲：山下達郎、編曲：山下達郎・服部克久
映画「東京タワー」主題歌
5. A Perfect Sky / BONNIE PINK (4:06)
作詞・作曲：BONNIE PINK、編曲：Burning Chicken・BONNIE PINK
資生堂「ANESSA」CMソング
6. 明星 / トータス松本 (4:21)
作詞・作曲：トータス松本、編曲：Tomi Yo
サントリー「PEPSI NEX『歌おうぜ!』」キャンペーンソング
7. My SunShine / ROCK'A'TRENCH (4:29)
作詞：オータケハヤト・山森大輔・jm、作曲：オータケハヤト、編曲：ROCK'A'TRENCH・本間昭光
フジテレビ系全国ネットドラマ「メイちゃんの執事」主題歌
8. 熱帯夜 / RIP SLYME (4:50)
作詞・作曲：Luis Gonzaga・David Nasser Zedantes・Rip Slyme
Coke+iTunesキャンペーンCM曲
9. いつか君に追い風が / 馬場俊英 (5:29)
作詞・作曲：馬場俊英、編曲：渡辺剛
日本テレビ系「全日本大学女子駅伝」応援ソング
10. heavenly days  / 新垣結衣 (4:36)
作詞：新原陽一、作曲：クボケンジ、編曲：松岡モトキ・阿部尚徳
全国東宝系公開映画『恋空』挿入歌
11. 桜 / 鶴 (4:55)
作詞・作曲：笠井快樹、編曲：鶴・スパム春日井
TBS系スペシャルドラマ『君のせい』主題歌
12. BIG MAMA / Soul Camp (4:07)
作詞：半蔵、作曲：KOME、編曲：Soul Camp
サンレー北陸「マリエールオークパイン」CMソング
13. 桜 / 河口恭吾 (4:39)
作詞・作曲：河口恭吾、編曲：武藤良明
14. WINDING ROAD / 絢香×コブクロ (4:58)
作詞・作曲・編曲：作詞：絢香・小渕健太郎・黒田俊介
日産キューブCMソング
15. 人生の扉 / 竹内まりや (5:48)
作詞・作曲：竹内まりや、編曲：山下達郎
協和発酵キリンCMソング